# Горно Църнилище
Горно Църнилище (на македонска литературна норма: Горно Црнилиште) e село в североизточната част на Северна Македония, част от община Свети Никола.

## История
Селото се намира на около 6 километра южно от общинския център Свети Никола.
В началото на XX век Горно Църнилище е село в Щипска каза на Османската империя. През 1900 година според статистиката на Васил Кънчов („Македония. Етнография и статистика“) селото брои 84 жители българи християни и 200 турци.
По данни на секретаря на Българската екзархия Димитър Мишев („La Macédoine et sa Population Chrétienne“) в 1905 година в Горно Църнилище (Gorno-Tsirnilichté) има 120 българи екзархисти.
При избухването на Балканската война в 1912 година 6 души от Църнилище (Горно или Долно Църнилище) са доброволци в Македоно-одринското опълчение. След Междусъюзническата война в 1913 година селото остава в Сърбия.
Според Димитър Гаджанов в 1916 година в Горно Църнилище живеят 264 турци и 139 българи.
На етническата си карта от 1927 година Леонард Шулце Йена показва Йокари Динлер (Jokari-Dinler) като българо-турско село.
В 1994 година селото има 358, а в 2002 година – 345 жители, всички северномакедонци.

## Личности
Родени в Горно Църнилище
- Алексо Зафиров, български революционер, четник на Ефрем Миладинов в 1914 година[7] и вероятно на Иван Бърльо в 1915 година[8], роден в Горно или Долно Църнилище
- Ване Стоянов, български революционер, четник на Ефрем Миладинов в 1914 година, роден в Горно или Долно Църнилище[7]
- Дано Лазаров, български революционер, четник на Ефрем Миладинов в 1914 година, роден в Горно или Долно Църнилище[7]
- Трайчо Донев, български революционер, четник на Ефрем Миладинов в 1914 година, роден в Горно или Долно Църнилище[7]